# 波苏埃洛德萨尔松
波苏埃洛德萨尔松，是西班牙埃斯特雷马杜拉卡塞雷斯省的一个市镇。总面积47平方公里，总人口608人（2001年），人口密度13人/平方公里。